# Adolf Szołtysek
Adolf Ernest Szołtysek (ur. 1942) – polski filozof, doktor habilitowany, nauczyciel akademicki Uniwersytetu Śląskiego w Katowicach i innych uczelni, specjalność naukowa: filozofia języka.

## Życiorys
Uzyskał stopnie naukowe doktora i doktora habilitowanego.
Został docentem na Wydziale Nauk Społecznych Uniwersytetu Śląskiego w Instytucie Filozofii. Był także profesorem nadzwyczajnym Górnośląskiej Wyższej Szkoły Pedagogicznej im. Kardynała Augusta Hlonda w Mysłowicach w Katedrze Pedagogiki oraz profesorem nadzwyczajnym Staropolskiej Szkoły Wyższej w Kielcach w Wydziale Zamiejscowym w Myślenicach.